# Santa Coloma de Andorra

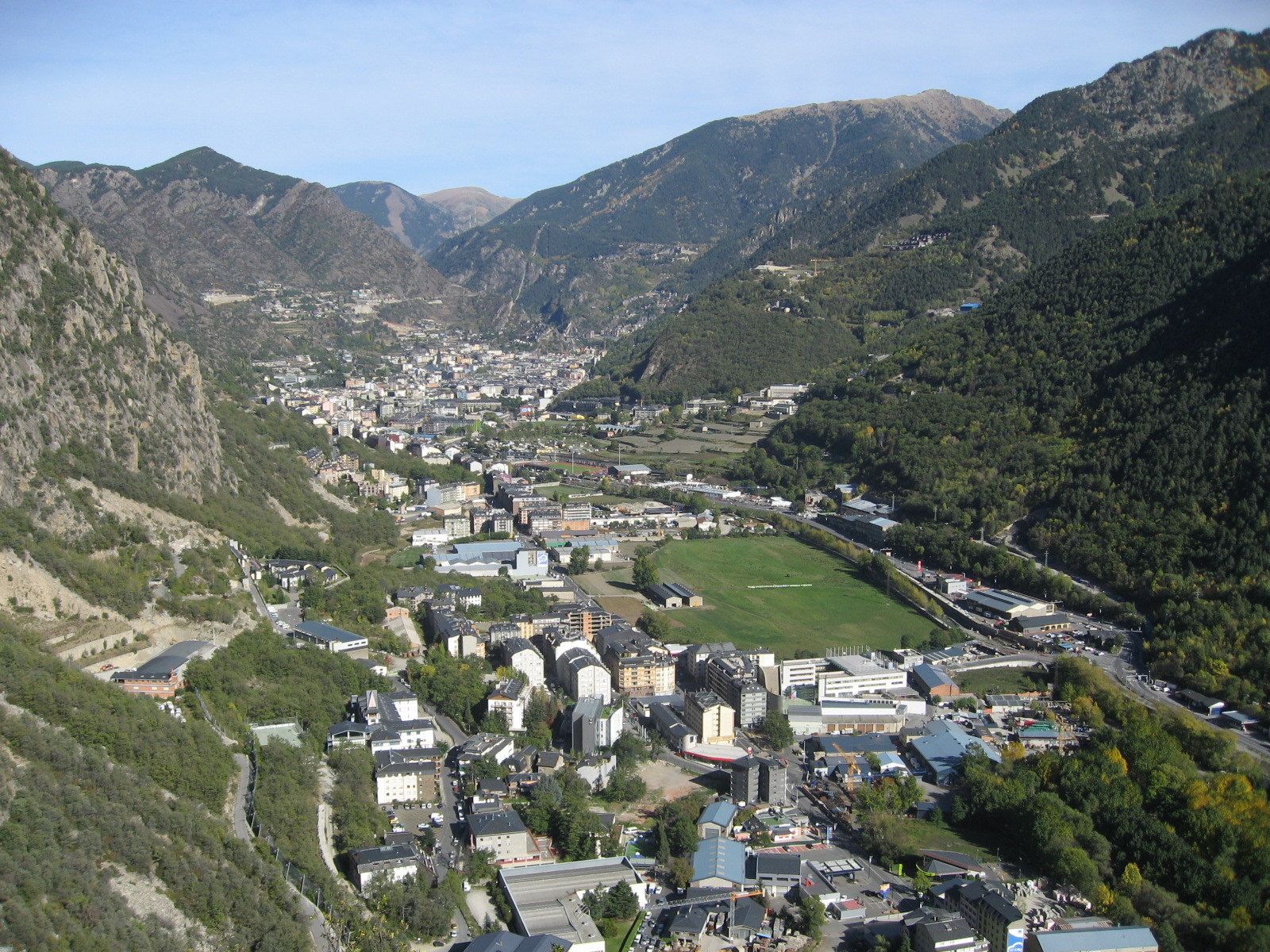
Vista de Santa Coloma d'Andorra com Andorra-a-Velha ao fundo

Santa Coloma d'Andorra é um povoado da paróquia de Andorra-a-Vella, situado na margem direita do Rio Valira a cerca de 2 km de Andorra-a-Velha.
O povoado é reconhecido devido a presença da Igreja de Santa Coloma, citada pela primeira vez em 1040. 